# Chaetocnema sudafricana
Chaetocnema sudafricana is een keversoort uit de familie bladkevers (Chrysomelidae). De wetenschappelijke naam van de soort werd in 2006 gepubliceerd door Biondi & D'Alessandro.